# Zagreb Pride (udruga)
Zagreb Pride je udruga građana nastala od strane nekoliko pojedinaca okupljenih oko organiziranja Zagrebačke povorke ponosa. Skupina koja od 2005. godine sudjelovala u organiziranju manifestacije (po izdvajanju Iskoraka i Kontre iz organizacije) u lipnju 2008. godine registrirala je udrugu pod imenom Zagreb Pride te zaštitila isti naziv kao brend.    
Udruga se javno predstavljala kao queer, feministička i antifašistička, s temeljnim ciljevima promocije i zaštite ljudskih prava LGBTIQ osoba, edukacije o ljudskim pravima, te promicanje LGBT i queer kulture. Relativno brzo po osnivanju širi svoj djelokrug aktivnosti i usmjerava resurse u cjelogodišnje programe i višegodišnje projekte.

## Djelovanje
Djelovanje Zagreb Pridea organizirano je u tri programske cjeline.
1. Zagovaranje jednakopravnosti LGBTIQ osoba
U cilju stvaranja društvene promjene i postizanja potpune jednakopravnosti LGBTIQ osoba, unutar ovog programa djelujemo kroz monitoring implementacije postojećih zakona, pružanje pravne podrške i pravnog zastupanja, izradu zakonskih prijedloga i inicijativa, periodičko izvještavanje o stanju ljudskih prava LGBTIQ osoba te javno zagovaranje.
2. Edukacija, istraživanje, izdavaštvo
Program edukacije, istraživanja i izdavaštva usmjeren je na stvaranje znanja o iskustvima i potrebama LGBTIQ osoba u Hrvatskoj, kao i očuvanje arhivskih materijala vezanih uz LGBTIQ pokret u Hrvatskoj. Istraživačke i izdavačke aktivnosti služe i kao podloga za edukacije koje nudimo obrazovnim institucijama i neformalnim obrazovnim programima, kao i raznim službenicima koji se u svom radu bave diskriminacijom i zločinima iz mržnje protiv LGBTIQ osoba, te za daljnje zagovaračke aktivnosti. 
3. Rad prema i u LGBTIQ zajednici
Treći program usmjeren je na stvaranje solidarne i snažne LGBTIQ zajednice kroz komunikaciju sa zajednicom, stvaranje prostora za zajednicu, organiziranje kulturnih i društvenih programa i sadržaja te, posebice, kroz organiziranje zagrebačke Povorke ponosa i Mjeseca ponosa.

## Kontroverze
Od 2015. na socijalnim mrežama, te povremeno i u medijima se u više puta pojavljivalo kritičkih natpisa bivših uposlenica, volonterki i suradnica da je udruga Zagreb Pride vođena na način koji je diskriminirao pojedinke i grupe, te da je sve više bio vođena neoliberalnim vrijednostima, a sama povorka ponosa i rad u zajednici postali su rubno odrađeni.
Godine 2020. Zagreb Pride udruga i povorka koju su organizirali izgubila je podršku velikog broja LGBTIQ+ udruga te je održana u užem opsegu i drugom terminu. Nova koordinacijska i neformalna inicijativa Ponosni Zagreb je organizirala alternativni program, te su zadržali veći dio LGBTIQ+ udruga i inicijativa na okupu, a surađuju s mrežama i udrugama šire od Zagreba kao Ponosne inicijative.